# Žarnica za boljši jutri
Žarnica za boljši jutri je dvanajsti samostojni studijski album slovenskega rock avtorja Zorana Predina, ki je izšel leta 2005 pri Dallas Records. Imenuje se po naslovni pesmi, ki je bila vzeta z debitantskega albuma Lačnega Franza, Ikebana (1981).

## Seznam pesmi
Vse pesmi je napisal Zoran Predin, razen kjer je to navedeno.
| Št. | Naslov                                       | Dolžina |
| --- | -------------------------------------------- | ------- |
| 1.  | „Žarnica za boljši jutri‟                    | 3:52    |
| 2.  | „Lepa, ko ti pride‟                          | 5:34    |
| 3.  | „Ne mine niti dan (Štefan Predin 1935–2003)‟ | 5:16    |
| 4.  | „Puška iz koruze‟                            | 5:05    |
| 5.  | „Ostani danes tu‟                            | 4:56    |
| 6.  | „Živ pokopan‟                                | 3:24    |
| 7.  | „Pivska sklanjatev‟                          | 4:43    |
| 8.  | „Ciganska sirota‟ (narodna)                  | 4:21    |
| 9.  | „Pridi k meni‟                               | 5:43    |
| 10. | „Rumeni blisk‟                               | 3:31    |

## Zasedba
- Zoran Predin — vokal

Žive legende
- dr. Andrej Veble — bas kitara
- Marko Zorec — akustična in električna kitara
- Mario Modrinjak — bobni
- Danilo Ženko — klaviature
- Izidor Leitinger — trobenta

Dodatni glasbeniki
- Julija Klajnščak — glavni vokal (8), spremljevalni vokal
- Živa Horvat — spremljevalni vokal
- Miha Vavti — spremljevalni vokal (2)
- Rok Predin — spremljevalni vokal (6)

Tehnično osebje
- Danilo Ženko — produkcija, snemalec, tonski mojster
- Marko Markovčič — fotografiranje